# 다노무라촌
다노무라촌(田邑村)은 일본 오카야마현 도마타군에 설치되었던 촌이다. 현재의 쓰야마시의 일부에 해당한다.